# Francisco Bénard Guedes
Francisco Bénard Guedes, foi um radiologista português, natural da freguesia de Santos-o-Velho, em Lisboa, onde nasceu a 23 de Maio de 1887. Era filho de José Soares Guedes e de Philomène Pauline Bénard, e irmão do General Paulo Bénard Guedes. 
Licenciado em Medicina pela Escola Médico-Cirúrgica de Lisboa em 1910,  interessou-se pela especialidade de Radiologia, tendo trabalhado, em 1913, no Serviço de Radiologia do Hospital de Saint Antoine de Paris e, em 1914, no Laboratório de Radioactividade de Gif.
Frequenta, como Assistente, a Clínica do Prof. Francisco Gentil, até 1916 e depois  o Serviço de Radiologia do Hospital Escolar de Santa Marta, em Lisboa. Em 1922 é contratado para Chefe do Serviço de Radiologia deste  Hospital Escolar.
Desde 1923 integra a Comissão Directora do Instituto Português de Oncologia e dirige os Serviços de Radiologia e Radioterapia desse Instituto.
A partir de 1924, é convidado para Regente da Cadeira de Semiótica Radiológica da Escola Médico-Cirúrgica de Lisboa.
Em 1942 foi admitido, mediante concurso de provas públicas, como Professor Agregado de Radiologia da Faculdade de Medicina de Lisboa.
Em 1956, é nomeado  Director do Serviço de Radiologia do Hospital Escolar de Santa Maria (quando o Hospital Escolar de Sta Marta passou para o recém inaugurado Hospital Escolar de Santa Maria).
Foi fundador da Sociedade Portuguesa de Radiologia Médica e de outras agremiações científicas em Portugal, França e Itália. É autor de muitos trabalhos sobre diagnóstico radiológico e radioterapia oncológica, publicados em Portugal e no estrangeiro.
Desde 1931 colaborou com a Comissão de Iniciativa Particular de Luta contra o Cancro, de que fazia parte a sua mulher Maria de Sant’Anna Bénard Guedes, como uma das fundadoras. Em 4 de Abril de 1941 esta Comissão passa  a denominar-se legalmente Liga Portuguesa Contra o Cancro. Desde essa data desempenha também as funções de Presidente da Liga Portuguesa Contra o Cancro (câncer) até à sua aposentação de funções públicas, por limite de idade, em 1957.
Vem a falecer de cancro do pulmão em Lisboa, em 23 de Abril de 1965, na Freguesia de S. João de Deus, com 78 anos de idade.